# 1996년 벤쿠버 국제 영화제
제15회 벤쿠버 국제 영화제는 1996년 10월 4일에 열린 시상식이다.

## 수상 및 후보

### 캐나다영화인기상
- 파이어 - 디파 메타 수상

### 용호상
- 돼지가 우물에 빠진 날 - 홍상수 수상
- 무산의 비구름 - 장밍 수상

### 국제영화인기상
- 브레이킹 더 웨이브 - 라스 폰 트리에 수상

### 로저상
- 하드 코어 로고 - 브루스 맥도널드 수상